# Megarhyssa nortoni
Megarhyssa nortoni är en stekelart som först beskrevs av Cresson 1864.  Megarhyssa nortoni ingår i släktet Megarhyssa och familjen brokparasitsteklar. Utöver nominatformen finns också underarten M. n. quebecensis.